# Piętnastokąt

Przykład piętnastokąta płaskiego i wiązanego, czyli z przecięciami boków

Piętnastokąt – wielokąt o piętnastu bokach.

## Piętnastokątforemny

Piętnastokąt foremny

Jego wszystkie boki są równej długości, a wszystkie kąty – jednakowej miary, po 156°. Jeśli bok ma długość {\displaystyle a,} to pole powierzchni jest dane wzorem:
{\displaystyle S={\frac {15}{4}}a^{2}\operatorname {ctg} {\frac {\pi }{15}}={\frac {15a^{2}}{8}}\left({\sqrt {3}}+{\sqrt {15}}+{\sqrt {10+2{\sqrt {5}}}}\right)\approx 17{,}6424\cdot a^{2}.}
Da się go skonstruować klasycznie – cyrklem i linijką bez podziałki. Poniżej przedstawiono jeden z możliwych algorytmów:

Przykładowa konstrukcja piętnastokąta foremnego